# جیمی دوکونوا
جیمی دوکونوا (انگلیسی: Jimmy Duquennoy؛ زادهٔ ۹ ژوئن ۱۹۹۵ ‏(۲۹ سال)) دوچرخه‌سوار اهل بلژیک است.
از باشگاه‌هایی که در آن بازی کرده‌است می‌توان به دابلیوبی ورانکلاسیک آکوا پروتکت اشاره کرد.